# Dryadillo kemaensis
Dryadillo kemaensis là một loài chân đều trong họ Armadillidae. Loài này được Taiti, Ferrara & Kwon miêu tả khoa học năm 1992.